# La Clinique du Dr Koto
La Clinique du Dr Koto Dr.コトー診療所 est une série télévisée japonaise de deux saisons de vingt-deux épisodes, et deux épisodes spéciaux, d'après le manga Dr Kotô. Elle est diffusée sur Fuji Television du 3 juillet 2003 au 21 décembre 2006. Elle est diffusée en France en 2025 sur la plate-forme Netflix.

## Synopsis
Venu d'un hôpital de Tokyo, le docteur Kensuke Gotō est transféré sur une petite île isolée, peuplée de pêcheurs. Dans ce lieu écarté, les médecins de garde sont vus comme incompétents ou voués à ne pas rester. Le docteur Goto va devoir prouver ses compétences et son dévouement pour que les villageois le laissent les soigner. Son premier patient, un petit garçon souffrant d'appendicite, est à l'origine de la mauvaise orthographie de son nom en « Koto ».

## Distribution
- Hidetaka Yoshioka : Dr. Kensuke Gotō
- Kō Shibasaki : Ayaka Hoshino
- Yū Aoi : Mina Nakai
- Noriko Sengoku : Tsuruko Uchi
- Ryo Tomioka : Takehiro Hara
- Toshio Kakei : Kasunori Wada
- Kaoru Kobayashi : Shōichi Hoshino
- Saburo Tokito : Taketoshi Hara
- Shigeru Izumiya : Shigeo Andō
- Nene Otsuka : Mariko Nishiyama
- Mayumi Asaka : Masaya Hoshino

## Production

### Tournage
La série est tournée sur l'île Yonaguni-jima.

### Fiche technique
- Titre original : Dr.コトー診療所
- Création : Takatoshi Yamada
- Réalisation :
- Scénario :
- Société(s) de production :
- Société(s) de distribution : Fuji Television
- Pays de production :  Japon
- Langue originale : japonais
- Format : couleur
- Genre : Série médicale
- Nombre de saisons : 2
- Nombre d'épisodes : 22+2
- Durée : 45 minutes
- Dates de première diffusion :
  - Japon : 3 juillet 2003

## Épisodes

### Première saison
La saison compte onze épisodes.
Deux épisodes spéciaux sont diffusés en 2004.

### Deuxième saison
La saison compte onze épisodes.

## Film
Un film qui donne une suite à la série sort en 2022.